# TOTOの商品

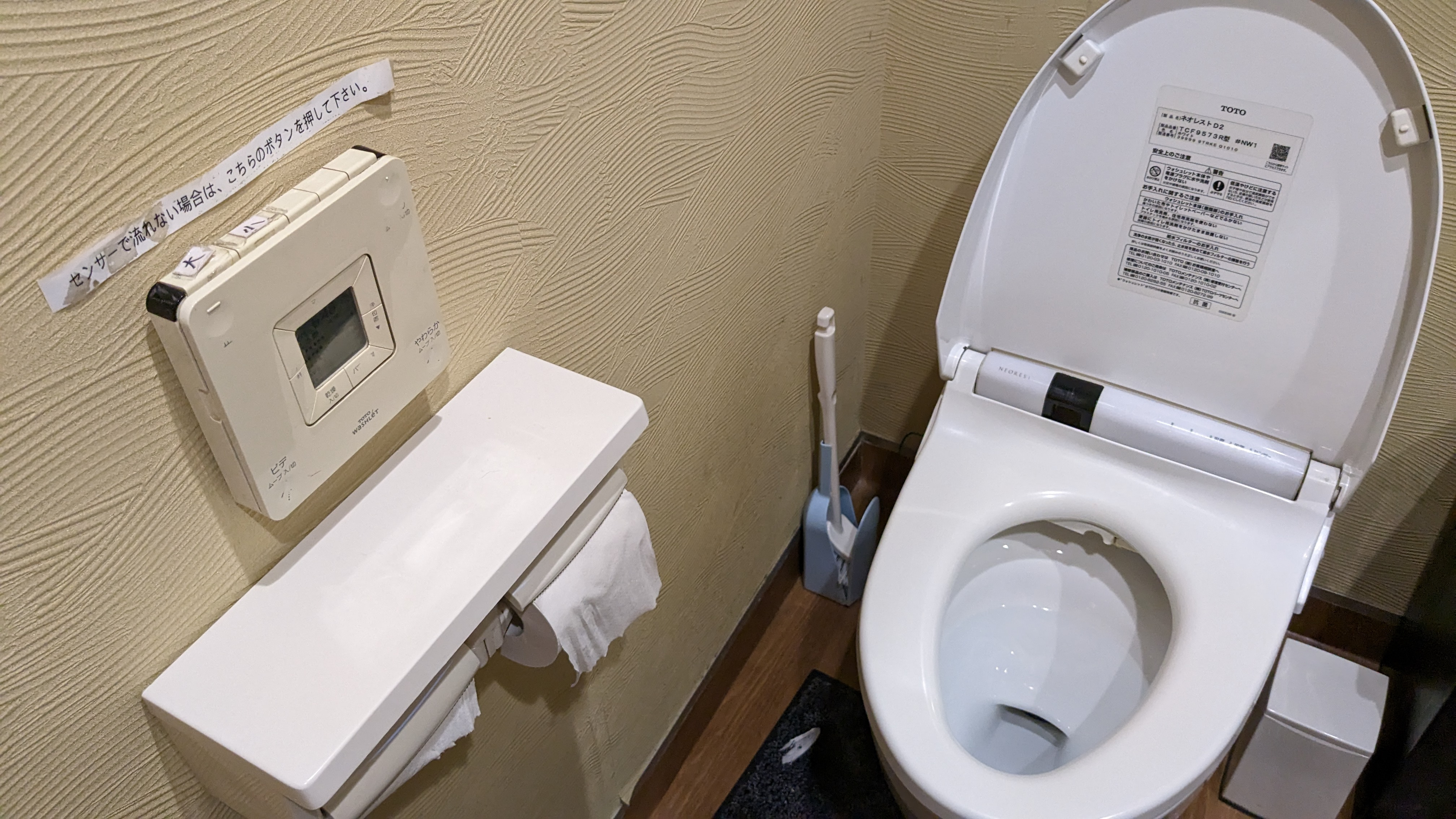
ウォシュレット一体型便器ネオレストD2

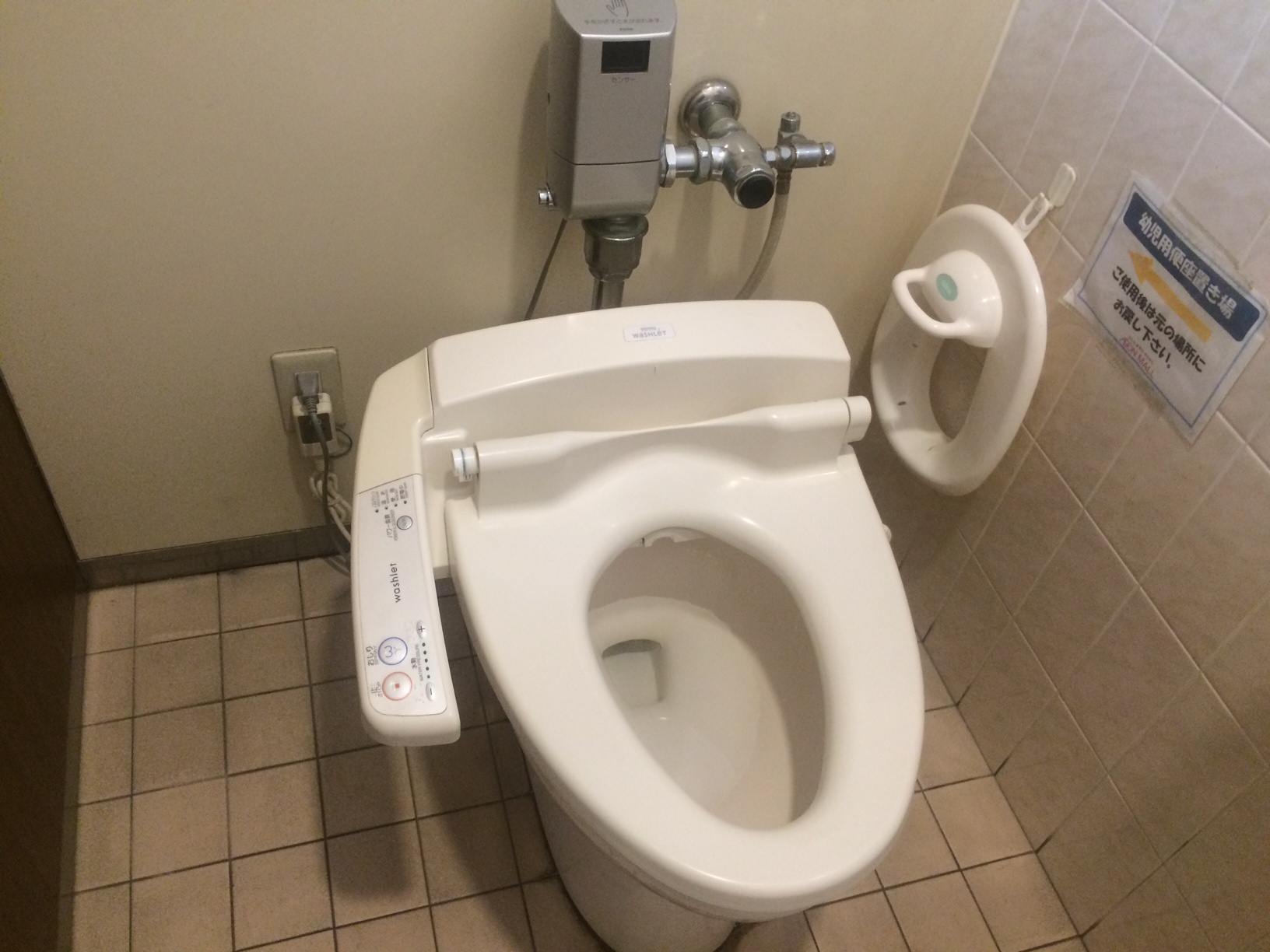
ウォシュレット付サイホンゼット式便器(C480)＋旧型オートクリーンC

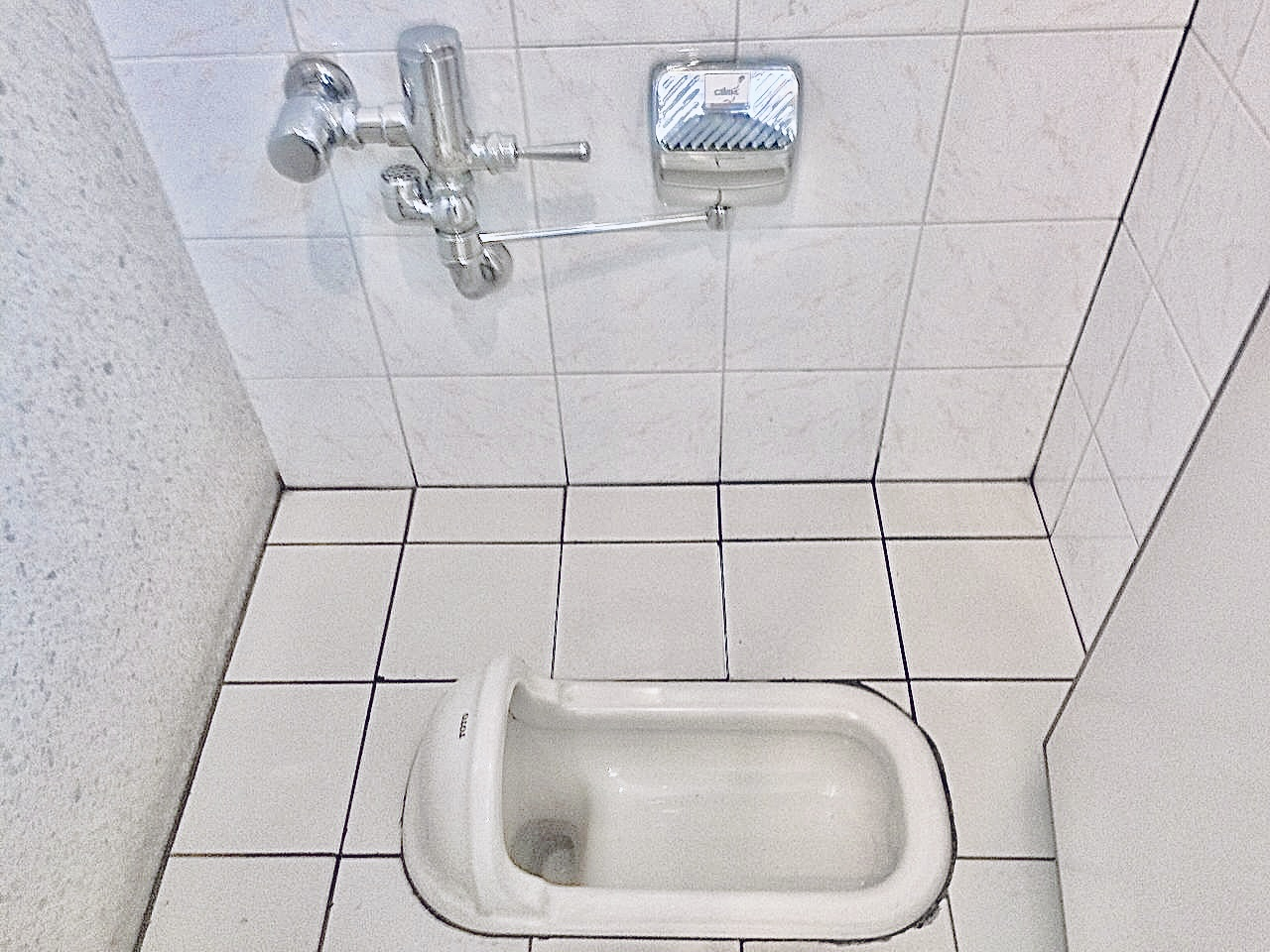
TOTO製の和風便器（C75）とフラッシュバルブ（TV750）

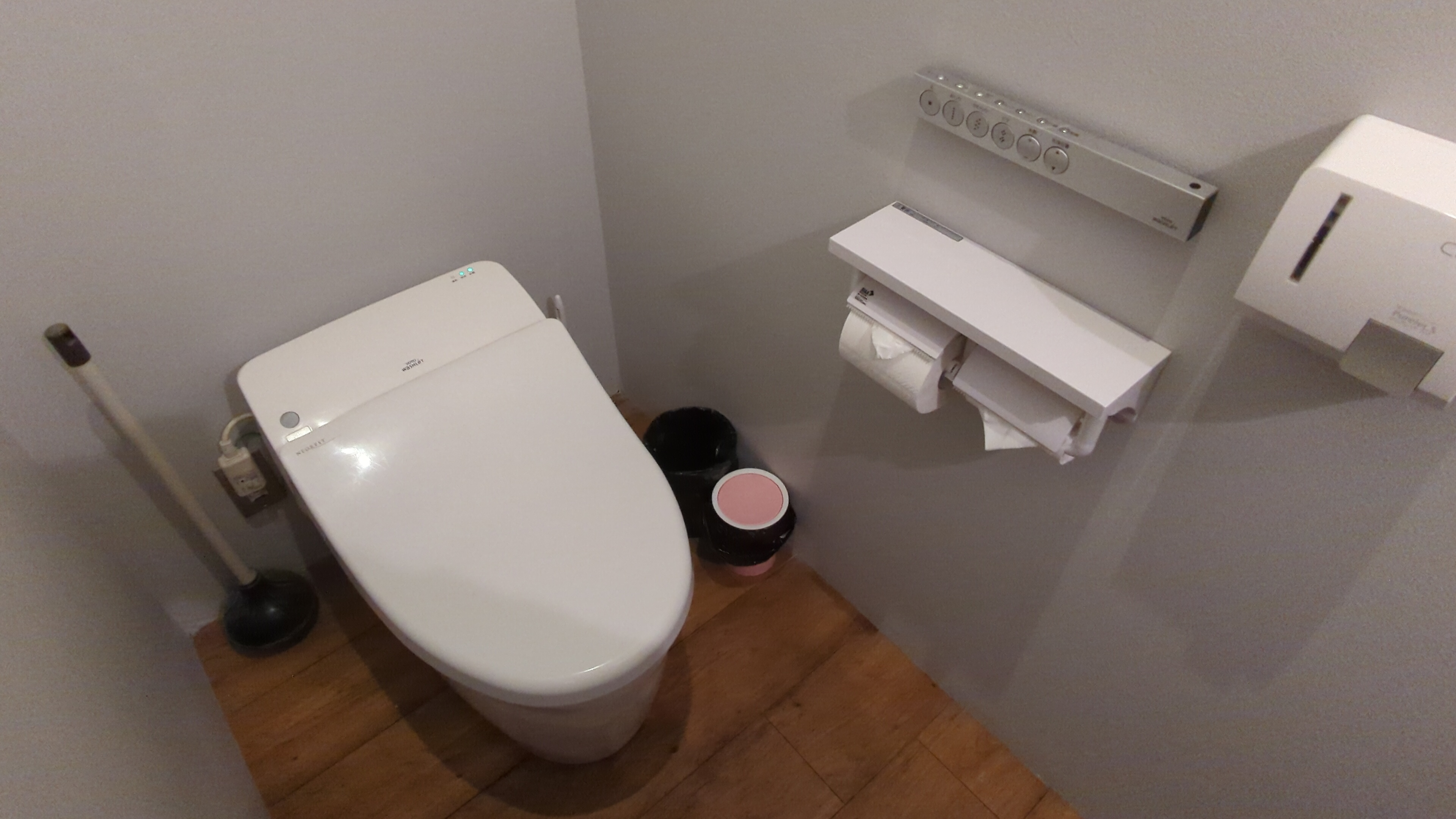
ウォシュレット一体型便器ネオレストハイブリッドエコロジーシステムRH0

TOTOの商品（トートーのしょうひん）では、TOTOの主な商品を取り上げる。
ここで取り上げているのは、ほんの一部であり、全てとは限らない。

## 大便器
●印の便器は便器のフチ裏の形状を改善した「フチなし形状」、汚れを効率よく落とす「トルネード洗浄」を搭載している。
トイレは、セフィオンテクト標準装備
↑2017年8月の改良でさらに性能が向上した
- ウォシュレット一体型便器（ハイブリッドエコロジーシステム搭載含む）

- ネオレストシリーズ
  - ネオレストD（SD）●（2015年1月製造停止⇒その後DHへ移行）
  - 初代ネオレストEX（製造）
  - ネオレストX（EX）●（製造停止）
  - ネオレストA●（2009年10月製造停止）
  - ネオレストハイブリッドシリーズ(2022年8月のフルモデルチェンジでリモコン、形状、機能が一部変わった)

・ネオレストAH★●(2022年8月末製造停止)
・ネオレストRH★●(2022年8月末製造停止)
・ネオレストDH★●(2022年7月末製造停止)
・ネオレストNX★●(2017年8月発売(2022年8月モデルチェンジ))
・ネオレストLS★●(2022年8月製造開始)AHの後継ぎモデル
・ネオレストAS★●(2022年8月製造開始)AHの後継ぎモデル
・ネオレストRS★●(2022年8月製造開始)DHの
★（ハイブリッドエコロジーシステムを搭載、洗浄水量大5.5L/小4.5L/eco小4L（2009年8月発売の機種からは、大4.8L/小3.6L/eco小3.4L）（2012年2月発売の機種からはそれぞれ大3.8L/小3.3L/eco小3.0L　ただし壁排水は大4,6L小3.6L ECO小3.4Lになる）。）2022年8月以降はeco小がなくなり大3.8L小3.0L。壁排水は大4.8L 小3.4Lになった。
- タンク式ウォシュレット一体型便器
  - GG●（2020年2月にモデルチェンジ。デザインが変更された。
  - GG-800●（GG同様、2020年2月にモデルチェンジ。デザインが変更された。
  - ZJ●(建築会社向けのウォシュレット一体型便器)
  - Zシリーズ●（2010年8月頃製造停止、後継品はGG、GG-800だが、Z4、Z5に相当するものはない。）
  - ZKシリーズ（2011年3月頃製造停止）
  - ウォシュレット一体型便器取替機能部（初代・2代目ZG、ZS、ZK用、ネオレストD・SD・A用）(初代ネオレストAH用も発売)
Zシリーズは2006年11月にモデルチェンジし、便器の洗浄水量を大6L/小5Lに改良した。
- 住宅用システムトイレ
  - レストパルDX●（2007年1月31日製造停止）
  - レストパル（2012年型以降●）
  - レストパスFシリーズ●
  - レストパルSシリーズ（2006年製造停止）
  - レストパルスタンドシリーズ（2006年製造停止）
  - レストパルコンパクトシリーズ（和風改修用・2007年製造停止）
  - FD(2021年2月1日発売)
- 組み合わせ腰掛便器
  - ピュアレストQR●（2010年8月にCS220B系にフルモデルチェンジをして、大4.8Lに。従来のQRはCS70として継続発売。2015年2月にCS230B系に移行。CS220B系にあった水溜り面付近の吐水口がなくなった。2018年8月よりセットタンクの仕様が変わり高さが低くなり手洗いありタイプではボウルが深くなった。[1]2020年2月にCS232B系に移行。便器横のサイドパネルがEXのみだったのがQRにもつくようになった。）
  - ピュアレストEX●（2010年8月にCS320B系にフルモデルチェンジをして、大4.8Lになった。2014年8月にCS330B系にマイナーチェンジ。2020年2月にCS400B系に移行。[2]フチ形状と吐水口の位置が変更され、水溜り面形状が若干変更された。）
  - ピュアレストMR●（2008年登場。2011年4月に小変更して、大4.8Lに）
  - ピュアレスト●（ピュアレストEX・QRの登場により2006年製造停止。デザインはEXと同じく、事実上はEXへの移行。）
  - 静音ワンピース便器 CS806●（2012年4月製造停止）
  - CS30B（2015年5月製造止）
- C21N/C416（2020年4月製造停止）
  - CS670B(P)/CS140系/CS430（CS430は2022年4月製造停止）

- - CS597(コンパクト便器）/CS510BM（コーナータイプ隅付便器）
  - CSシリーズ（C710/C720/C730系統、洗浄水量13L（C730は8L）。2001年生産停止。）
- シリーズ無し
  - C150E系統（洗浄水量20L 1993年全製品生産停止）
  - C420系統（洗浄水量12L 2002年生産停止）
  - C423（洗浄水量16L 1993年生産停止）
  - C760（洗浄水量8Lから10L可変式 1996年生産停止）
  - C810系統（ロマンシアシリーズ、エバジオンシリーズ、デリシアシリーズ 洗浄水量大13L/小11L 1993年生産停止）
  - New CSシリーズ（C770系統 C780系統 C790系統、2002年生産停止）
  - C725B（CSシリーズのC720の改良版・防露便器、1997年生産停止）
  - CS80・90系統（世界初のセフィオンテクト便器 レスティカシリーズ、2004年生産停止）
  - CS680系統（CSRシリーズ、2004年生産停止）
  - CS200B（ピュアレスト、2006年生産停止）
  - CS260B（旧ピュアレストEX、2011年生産停止）
  - CS50系統●（旧ピュアレストQR、2006年生産停止）
  - CS60系統●（旧ピュアレストQR、2011年生産停止）
- 車椅子対応便器
- CS20AB(タンク式)
- C480AN(フラッシュバルブ式)
- C48AR(身障者用腰掛式サイホンゼット便器(1986/9/01販売停止)(フラッシュバルブ式))
- C48AS(身障者用腰掛式サイホンゼット便器(2002/4/30販売停止)(フラッシュバルブ式))

- C710A(身障者用腰掛式タンク密結形サイホンゼット便器(CSシリーズ)(2000/7/31販売停止)(タンク式))
- CS800AR (車いす対応自動洗浄大便器(2009/9/30販売終了)(タンクレス式))

- すべて組み合わせ式
- リモデル便器（一部除いて新築用と同じ）
  - ●ネオレスト AH・DH・RH(2022年7月末製造停止)
  - ●ネオレスト LS・AS・RS
  - ●GG（タンクレス型タンク式トイレ）
  - ●GG-800(ウォシュレット一体型便器)
  - ●レストパルF・レストパル（収納付きタンク式トイレ）
  - ●ピュアレストEX・QR・MR（タンク式トイレ）
  - 和式トイレ改修用隅付タンク式トイレ(CS140/CS140P)
  - 和式トイレ改修用*便器**スワレット（ワンデーリモデル）
  - 和式トイレ改修用隅付タンク密ロ型便器 CS510BM
- リモコン便器洗浄ユニット
- パブリック用便器
  - ミドルシルエット便器●
  - ネオレストEX-D●（2006年製造停止）
  - 自動洗浄大便器（CS800系・CS802系・CS99系）（2014年製造停止）
  - フラッシュバルブ式便器（C480N/C743PVN/C550NU/CS140/CS140P）
  - 腰掛式非水洗便器（C47、C47R汲み取り式便所）（C47は2012年4月製造停止）
  - フラッシュタンク式：タンク式とフラッシュバルブ式の長所を兼ね備える[3]。　
  - CFS497系●
  - CFS498系(2020年にモデルチェンジ)●
  - パブリック向けコンパクトタンク式便器CS597●
  - ネオレストパブリック向けスティックリモコンタイプ●AS RS
  - C716(低水圧フラッシュバルブ対応床置き床排水サイホンゼット式腰掛け大便器(2020/4/01発売停止)
  - CS494●コンパクトフラッシュバルブ式床置き床排水大便器
- 航空機用システムトイレ
ボーイング787用として日本航空、ジャムコ、ボーイングと共同開発[4]。

## 大便器ユニット（一部●）
- 各種施設用便器
  - バリアフリー便器（C111）
  - 低リップ便器（C426R）

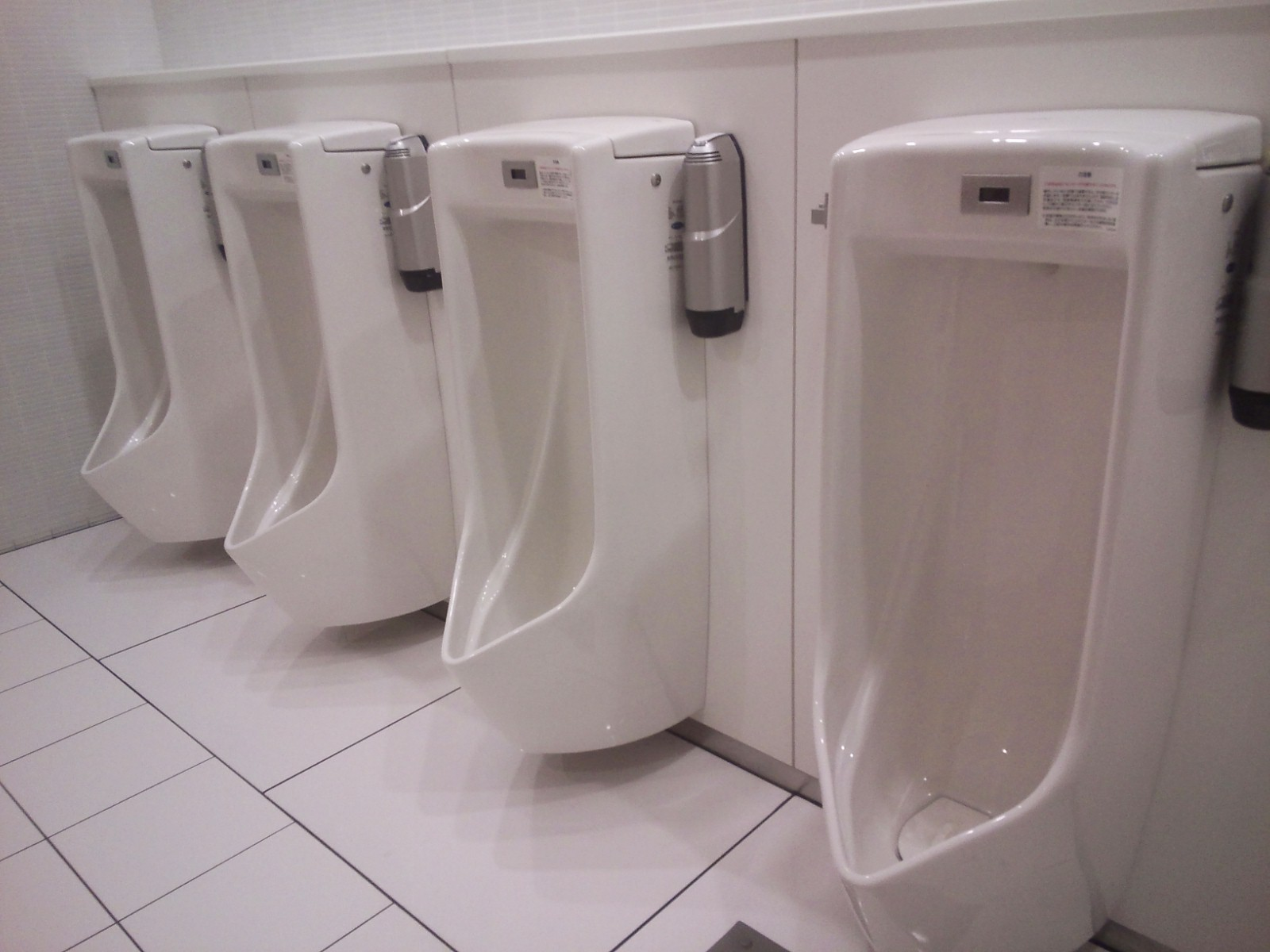
低リップ型UFS800系小便器

  - 掃除口付便器（CS497BC系/CFS498BC系/CS210CN/CS480CN/C755CU/C755VCU/C756C/C756VC/cs494(一部))
  - 刑務所用便器（C61/C75K/C75T5/C75AT4/C75AQW/C183K）(C61は2012年4月製造停止)
  - ユニット式大便器(C454PD系/C840PD系/C841PD/C740P系/C741P系/CU714/C450STC/C742PD系/など)
- 幼児用便器（一部●。KIDS' TOILET SPACE）
  - (C40/C40CS/C425R/CS300B●/CS310B)
  - 幼児用和風便器（C103/C103VCS）
- 特殊用途便器
  - 力士用便器（CZ432）
  - 国鉄車両向け和風便器（C126/C126TQ）(1986年10月製造停止)
  - 国鉄車両向け腰掛便器（C41/C41TQ）(1986年10月製造停止)
  - ヨット・マリーンボール用便器（C361）
  - 巡洋艦用便器（CU428Q2）
  - パルコ向け床下給水和風便器（C75TB）
  - 他社へ供給している便器（C128特）
- 見本用サンプル
  - C406Bのミニチュア便器（A945）
  - ネオレストのミニチュア便器（A967）
  - 洗面器+ペデスタルミニチュア（A947）
- 便座
  - ウォシュレットアプリコット

クリーン便座標準装備
- その他ウォシュレット
  - ウォシュレットS
  - ウォシュレットSB
  - ウォシュレットG　※2009年3月31日製造停止
  - ウォシュレットP/PS(A)（パブリック向け）
  - ウォシュレットUD/U/UC/HX（ホテル向け）
  - ウォシュレットK(リテール向け)
  - ウォシュレットKS(リテール向け)
  - ウォシュレットKM(リテール向け)
  - マイザレット（シートペーパー交換機能付便座）※2007年1月31日製造停止
  - 便座・暖房便座
  - ウォームレットW/ウォームレットS（暖房便座）
  - やわらか補高便座
  - 普通便座・幼児用便座・幼児用補助便座
- 小便器
  - 自動洗浄小便器・自動洗浄小便器ジアテクト
  - プッシュボタン小便器
  - 床置／壁掛小便器
  - トイレパックU
  - 小便器ユニット・センサー隠蔽タイプ（マイクロ波により感知し洗浄）
  - ユニット式小便器(UU370系/UU711系/UU416系/UU725RU/など)
- 高齢者配慮・バリアフリー商品
  - トイレリフト
  - 水まわり用車椅子
  - ポータブルトイレ
  - 高齢者配慮トイレ用ドア
  - アームレスト
  - トイレ用手すり
  - 段差解消スロープ
- その他トイレ関連商品
  - スワレット（和風を腰掛式に簡易改造）
  - トラベルウォシュレット（携帯用ウォシュレット）
  - トイレタリー（便座カバー、トイレマットなど）販売終了済
  - フラッシュバルブ
  - オートクリーンC（自動フラッシュバルブ）
  - オートクリーンU（小便器用自動フラッシュバルブ）
  - トイレパックSK
  - オストメイト対応トイレパック
  - ライニングパーツ
  - システムトイレ（先述の「住宅用システムトイレ」とは別物）

## 洗面所・手洗器
- 手洗器
  - レストルームドレッサーシステムシリーズ
  - 手洗付キャビネット
  - コンパクト手洗器
  - 壁掛手洗器
  - カウンター一体型手洗器
  - カウンター式手洗器
- 洗面化粧台
  - エスクア
  - エスクアLS
  - オクターブ
  - ドレーナ
  - サクア
  - ラウンドシリーズ
  - Vシリーズ
  - Aシリーズ
  - Bシリーズ
  - スリムシリーズ
  - モデアシリーズ
  - リモデア
  - 座・ドレッサー
  - 座ってラクラクシリーズ
  - 車いす対応洗面
- 洗面所用カウンター
  - クリスタルカウンター
  - マーブライトカウンター
- 洗面器
  - 自動洗面器オートボウル
  - 洗面器（カウンター式、壁掛式）
  - トイレパックL
  - 壁掛ハイバック洗面器
  - 歯磨き器
- 洗面所関連商品
  - 自動水石鹸供給栓
  - 水石鹸入れ
  - 石鹸液
- ユーティリティ用流し

## 浴室
- システムバスルーム
  - ホテル向けユニットバス
  - 病院向けユニットバス
  - レジャーホテル向けユニット
  - シャワーユニット
  - サザナ
  - マンションリモデルバスルームWG・WB・WT・WH
  - シンラ
- 浴槽
  - スーパーエクセレントバス
  - ネオエクセレントバス
  - ネオマーブバス
    - ひろびろ浴槽／いたわり浴槽／スリム浴槽

  - ニューグライトバスF
  - ポリバス
  - ハーフバスルーム
  - 洋風バス各種
  - 大型バス
- 高齢者配慮・バリアフリー商品ほか
  - 浴室すのこ（カラリ床）
  - 楽＆楽シャワー
  - ふろいす
  - 洗面器置台
  - バスリフト
  - 「三乾王」(浴室換気暖房乾燥機)

## キッチン
- システムキッチン
  - ザ・クラッソ
  - ミッテ
- キッチン関連用品
  - 食器洗い乾燥機ウォッシュアップエコ
  - ディスポーザー
  - 清水器・アルカリイオン水生成器
  - いものホーローシンク

## 水栓金具
- 洗面所用水栓金具
シャンプー水栓、シングルレバー水栓、シングルレバーホース付水栓、シングルレバー吐水口回転水栓、2ハンドル水栓、立水栓、単水栓
  - GGシリーズ
  - アクアオート（自動水栓）
  - タッチスイッチ水栓
  - オートストップ水栓
- ユーティリティ用水栓
  - ピタットくん
  - 各種水栓金具
  - 冷水栓
  - 洗眼水栓
  - 水飲み水栓
  - 緊急時用シャワー（薬品を使用する実験室などで、劇薬を浴びた場合に使用）
- 浴室用水栓金具
サーモスタット付シャワーバス水栓、シングルレバーシャワーバス水栓、2ハンドルシャワーバス水栓、サーモスタット付水栓、2ハンドル水栓、単水栓、自動水止め水栓
  - ニューウェーブシリーズ
  - ファミリーシリーズ
  - Hi-Gシリーズ
  - Gシリーズ
  - メタルジョイシリーズ
  - タッチスイッチ水栓
  - シャワーヘッド
- キッチン用水栓金具
ミキシング水栓、シングルレバー清水器兼用タイプ、シングルレバーハンドシャワータイプ、シングルレバー吐水切替タイプ、自動水栓、シングルレバー一般タイプ、2ハンドル水栓
  - ニューウェーブシリーズ
  - ファミリーシリーズ
  - Hi-Gシリーズ
  - Gシリーズ
  - メタルジョイシリーズ
  - タッチスイッチ水栓

## アクセサリー
紙巻器（トイレットペーパーホルダー）、手すり、タオルリング、タオル掛け、タオル棚、ローブフック、化粧棚、化粧鏡、収納キャビネットなどを含む
- 住宅用アクセサリー
  - セレクションG
  - セレクションH
  - セレクションM
  - セレクションS
  - セレクションU
  - 簡単取付アクセサリー
- パブリック用アクセサリー
  - ペーパー便座カバーホルダー
  - ペーパータオルホルダー
  - サニタリーキャビネット
  - 灰皿・棚・フック
  - 音姫（トイレ用擬音装置）
  - クリーンドライ（ハンドドライヤー）
  - ベビーチェア
  - ベビーシート
  - 多目的シート
  - 書類置き場
  - フック
  - ダストボックス

## 給湯器
- 電気給湯器
  - 「湯ぽっと」（洗面器用小型電器温水器）
  - 電温ユプロ ※1
  - TOTOエコキュート ※2
- 石油給湯器
  - 石油ユプロ（RPE/RPH/RQE/RQHシリーズ）※3
- ガス給湯器
  - ガスユプロ（RGE/RGW/RGHシリーズ）※4
  - クイック循環ユニット

※1※2はコロナへ移譲した。
※3※4はノーリツへ移譲した。

## その他設備商品
- オストメイトパック
  - コンパクトオストメイトパック
  - RESTROOM ITEM 01 オストメイト対応マルチパック
- バリアフリートイレパック
  - コンパクト・バリアフリートイレパック
  - RESTROOM ITEM 01フラットカウンター・バリアフリートイレパック
- 各種施設用器具
  - 洗面器付収納式便器 イントイレ
  - 福祉施設用浴槽
  - 光触媒脱臭機
  - 背もたれ
  - フィッティングボード
  - ベビーシート
  - ベビーチェア（コーナー設置タイプ）
  - ベビーチェア（平壁設置タイプ）
  - おむつ用ダストボックス
  - 収納式多目的シート
  - パブリック用折りたたみシート
  - 手術用手洗器(L112)
  - 医療用水栓金具
  - 病院用流し
  - 乳児バス(BH27)
  - 自動手指消毒器 ワンショットクリーン
  - 感染症手洗カウンター メディケート
  - 自動消毒手洗器（HACCP対応）
  - 実験用流し(SK6/SK7/SK73R/SK138/SK146)
  - 汚物流し(SK33/SK35)(SKL330●)
  - 掃除用流し(SK322/SK22A)
  - 洗髪器(S305DUN)
- 配管王（樹脂配管システム）
  - 防火システム（住宅用スプリンクラー）
  - 排水システム

## CERA
TOTO株式会社の100％子会社として設立。欧米のメーカーから水まわり商品（洗面器、便器、水栓金具、アクセサリーなど）を輸入及び販売、またオリジナル企画商品を販売。
CERA TRADINGセラトレーディング株式会社

## 建材商品
- 内装用吸着分解建材
  - トイレQBウォール
- 内装用防汚陶板
  - ハイドロセラ・フロアシリーズ（J/JH/P/PU/PUS）
- 外装壁タイル
  - 50角・50二丁・50三丁・50四丁
  - ボーダー75角
  - 大型サイズ
  - 外装特注品
- 住宅外装システム材 壁自慢シリーズ
  - 引っ掛け工法用
  - 接着剤張り工法用
  - ローラー工法用
- タイルデッキシステム材 バーセア
- 外装床タイル
  - 視覚障害者用タイル
  - 階段タイル
- 内装床タイル
  - グリップフロア
- 内装壁タイル 素材蔵
  - ホワイト
  - カラー
  - マテリアル
  - デザイン
- 陶壁
  - アートグレース
- 施工材料

## オプション品など
- 家庭用品、カー用品　※2010年3月31日を持って製造停止
- 工具
- 建築関連を中心とした書籍（TOTO出版）

## 食器
創業時から1969年5月までは陶食器を中心に食器も製造しており、戦時中までは主力商品でもあったが、その後陶食器の需要の低下や住宅設備関係に重きを置く方針への転換で製造を停止した。